# Hableh
Hableh, també Hable, Habla, Hablah, Hibla, Hiblah (àrab: حبله, Ḥabla o Ḥibla) és un municipi palestí de la governació de Qalqilya, a Cisjordània. Segons l'Oficina Central Palestina d'Estadístiques, Hableh i les viles adjacents d'Islah i Izbat al-Tabib tenien una població de 7.491 habitants el 2016. Està situada just a l'est de la Línia Verda, a 1,6 km al sud-est de Qalqilya.

## Història
S'hi ha trobat una dotzena de tombes amb loculi amb cisternes. El tipus de tombes indiquen que eren cristianes. També hi ha a la vila les restes de cases i d'una mesquita.

### Època otomana
Durant el domini de l'Imperi Otomà a Palestina, Hableh apareix als registres fiscals de 1596 com a part de la nàhiya de Jabal Qubal al liwà de Nablus. Tenia una població de 41 llars musulmanes. Pierre Jacotin anomenà la vila Hableh en el seu mapa de 1799.
Edward Robinson i Eli Smith visitaren Hableh a mitjans del segle xix i el descriu com a situat al llarg del costat meridional d'una serralada rocosa baixa amb vista a una plana on es podrien veure els pobles de Kilkilieh, Kfer Saba, Jiljulieh, i Ras al Ain. Acampant al sud del poble i al nord d'un wali en un turó rocós baix, Robinson i Smith es van trobar envoltats de cisternes excavades a la roca. La majoria tenien obertures rodones, algunes amb un o dos esglaons per on es podia baixar per treure aigua. Tots semblaven antics i només un encara s'usava. També hi havia un sepulcre amb una volta i una antiga premsa de vi feta fe dues tines.
Victor Guérin, que va visitar Hableh el 1870, va dir que contenia 800 habitants, i que algunes de les cases, però principalment la mesquita del poble, es van construir amb grans pedres d'aparent antiguitat. En 1882 el Survey of Western Palestine del Fons per a l'Exploració de Palestina descriu Hableh com una «vila de grandària moderada, evidentment un antic lloc, envoltat de cisternes i tombes. Principalment de pedra. S'abasta d'aigua amb les cisternes.»

### Mandat Britànic

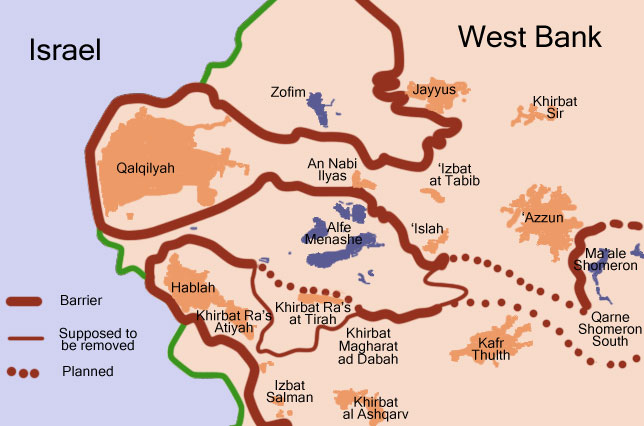
Porció de Cisjordània mostrant el camí de la barrera de separació entre els enclavaments de Qalqilya i Hableh

Durant la Primera Guerra Mundialels governadors de l'exèrcit britànic s'establiren a les principals ciutats de Palestina i el governador de Nablus era estacionat a Habla. Durant el Mandat Britànic de Palestina Hableh formava part del districte de Tulkarem. Segons el cens organitzat en 1922 per les autoritats del Mandat Britànic, Hableh tenia 271 musulmans, que augmentaren en el cens de Palestina de 1931 a 397, tots musulmans, en un total de 86 cases.
En 1945, la població havia augmentat a 580 musulmans. La terra de la vila té una àrea de 10,903 dúnams: 8,391 pertanyen a àrabs, 570 a jueus i 1,942 són terra pública. Un total de 28 dúnams eren destinats a cítrics i bananes, 169 dúnams a plantacions i terra de rec, 6,847 a cereals, mentre que 15 dúnams eran sòl urbanitzat.

### Després de 1948
Després de la de la Guerra araboisraeliana de 1948, i després dels acords d'Armistici de 1949, Hableh va restar en mans de Jordània. Després de la Guerra dels Sis Dies el 1967, ha estat sota ocupació israeliana.

## Barrera de separació

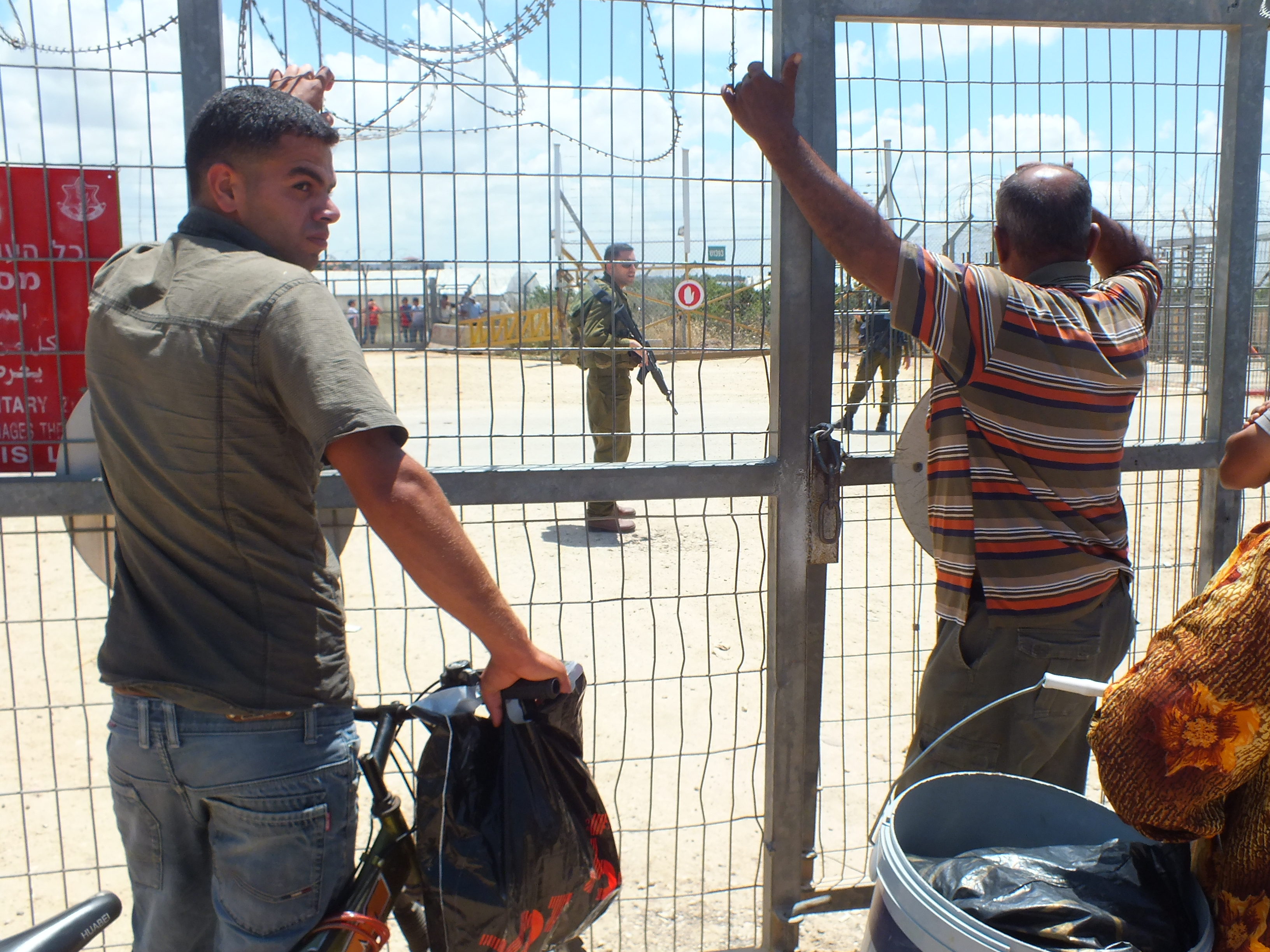
Els palestins esperen en grups de cinc perquè els soldats israelians els permetin travessar el "passatge agrícola".

Segons un reportatge de The Jerusalem Times del 24 de gener de 1996 les excavadores israelianes van començar a anivellar 1,7 km² de terra a Hableh que pertanyia als seus residents palestins per tal de construir un mur electrònic que separaria les ciutats de Tulkarem i Qalqilya des de la Línia Verda. Aquest mateix dia, un soldat israelià va disparar al cap d'un resident d'Hableh que intentava aturar les excavadores. Al febrer del mateix any, es va informar que la tanca de seguretat que es construïa a la terra d'Hableh seria llarg i separaria el poble de l'assentament israelià de Matti.
La construcció del Mur de Cisjordània al nord del poble en la primera dècada del segle XXI va canviar la vida dels habitants d'Hableh. Els obrers palestins s'alineen cada dia abans de les 5:00 a la porta 1393 de la tanca de filferro que envolta Hableh, atès per soldats de les Forces de Defensa d'Israel (IDF). Esperen aproximadament dues hores per entrar a la zona de separació, una zona militar tancada, on busquen accedir a la terra que hi posseeixen, a la propera Qalqilya o a treballar en aquestes àrees com a peons.
Tots els que ingressen a la zona de separació han de tenir un "permís de passatge" vàlid que els permeti sortir i ingressar per treballar emès per les autoritats militars israelianes. Aquells que tenen els permisos de pas adequats que vulguin accedir a Qalqilya poden conduir 19 km al voltant de la barrera, a través de múltiples punts de control israelians. Alternativament, poden utilitzar un túnel subterrani que es va construir el 2004 per connectar Hableh amb Qalqilya.